# Canton de Saint-Vallier (Drôme)
Pour les articles homonymes, voir Canton de Saint-Vallier.
Le canton de Saint-Vallier est une circonscription électorale française située dans le département de la Drôme en région Auvergne-Rhône-Alpes, dans l'arrondissement de Valence.

## Histoire
Le canton de Saint-Vallier a été créé en 1801.
Un nouveau découpage territorial de la Drôme entre en vigueur à l'occasion des élections départementales de mars 2015, défini par le décret du 20 février 2014, en application des lois du 17 mai 2013 (loi organique 2013-402 et loi 2013-403). Les conseillers départementaux sont, à compter de ces élections, élus au scrutin majoritaire binominal mixte. Les électeurs de chaque canton élisent au Conseil départemental, nouvelle appellation du Conseil général, deux membres de sexe différent, qui se présentent en binôme de candidats. Les conseillers départementaux sont élus pour 6 ans au scrutin binominal majoritaire à deux tours, l'accès au second tour nécessitant 12,5 % des inscrits au 1er tour. En outre la totalité des conseillers départementaux est renouvelée. Ce nouveau mode de scrutin nécessite un redécoupage des cantons dont le nombre est divisé par deux avec arrondi à l'unité impaire supérieure si ce nombre n'est pas entier impair, assorti de conditions de seuils minimaux. Dans la Drôme, le nombre de cantons passe ainsi de 36 à 19. Le nombre de communes du canton de Saint-Vallier passe de 18 à 14.
Le nouveau canton de Saint-Vallier est formé de communes issues de l'ancien canton de Saint-Vallier. Le bureau centralisateur est situé à Saint-Vallier.

## Représentation

### Conseillers d'arrondissement de 1833 à 1940
| Période | Période          | Identité                                             | Étiquette   | Qualité |
| ------- | ---------------- | ---------------------------------------------------- | ----------- | --- |
| 1833    | 1835             | Jean-Michel Raymond fils (1766-1837)                 |             | Fabricant de produits chimiques à Saint-Vallier                                                             |
| 1835    | 1839             | Jean Frédéric de Monicault de Villardeau (1771-1854) |             | Ancien Directeur général des Postes en Égypte sous l'Empire Propriétaire à Mureils                          |
| 1839    | 1845             | Victor Chartron fils (1782-1842)                     |             | Négociant à Saint-Vallier                                                                                   |
| 1845    | 1848             | Jean-Baptiste Romain Baboin (1794-1867)              | Républicain | Propriétaire, maire d'Anneyron                                                                              |
| 1848    | 1864             | François Chartron neveu                              |             | Négociant à Saint-Vallier                                                                                   |
| 1864    | 1870             | François Flavien Ithier fils                         |             | Propriétaire à Saint-Vallier                                                                                |
| 1870    | 1874             | Isidore Christophle                                  | Républicain | Propriétaire à Andancette, commune d'Albon                                                                  |
| 1874    | 1883             | Eugène Figuet                                        |             | Maire de Châteauneuf-de-Galaure                                                                             |
| 1883    | 1893 (démission) | Ernest Lajard                                        |             | Négociant à Andancette                                                                                      |
| 1893    | 1910             | Pierre Cheval                                        |             | Propriétaire, maire de Ratières                                                                             |
| 1910    | 1919             | Ernest Durand                                        | Radical     | Maire d'Anneyron                                                                                            |
| 1919    | 1922             | M. Moisson                                           |             | Propriétaire à Anneyron                                                                                     |
| 1922    | 1928             | Ernest Durand                                        | Radical     | Maire d'Anneyron                                                                                            |
| 1928    | 1940             | Jean-Louis Brunet                                    | SFIO        | Agriculteur, maire de Beausemblant                                                                          |
| 1940    |                  |                                                      |             | Les conseils d'arrondissement ont été suspendus par la loi du 12 octobre 1940 et n'ont jamais été réactivés |

### Conseillers généraux de 1833 à 2015
| Période | Période                   | Identité                      | Étiquette     | Qualité |
| ------- | ------------------------- | ----------------------------- | ------------- | --- |
| 1833    | 1839                      | Hyacinthe-François Fleury     |               | Propriétaire à Albon Conseiller d'arrondissement |
| 1839    | 1867                      | Jean Antoine François Ithier  |               | Notaire, juge de paix, propriétaire, maire de Saint-Vallier                                                                                          |
| 1867    | 1871                      | Joseph-Raymond Baboin         |               | Propriétaire, rentier, maire d'Anneyron |
| 1871    | 1877                      | Gabriel Lombard-Morel         |               | Notaire, Président de la chambre des notaires de Lyon Maire de Saint-Avit                                                                            |
| 1877    | 1879 (décès)              | Isidore Christophle           | Républicain   | Maire d'Andancette Député (1876-1877) |
| 1879    | 1883                      | Fernand Joseph Antonin Baboin | Républicain   | Notaire, propriétaire, maire d'Albon |
| 1883    | 1893 (décès)              | Eugène Figuet                 | Républicain   | Agriculteur et négociant, maire de Châteauneuf-de-Galaure                                                                                            |
| 1893    | 1913                      | Louis Ernest Lajard           | Rad.          | Industriel puis rentier Maire d'Andancette Président du Conseil général                                                                              |
| 1913    | 1941 (démission d'office) | Désiré Valette                | SFIO          | Industriel Maire de Saint-Vallier (1912-1941) Sénateur (1924-1939) Révoqué par le Gouvernement de Vichy                                              |
|         |                           |                               |               | |
| 1942    | 1945                      | Victor Lafuma                 |               | Industriel Maire d'Anneyron Nommé conseiller départemental en 1942                                                                                   |
|         |                           |                               |               | |
| 1945    | 1951                      | Marius Moutet                 | SFIO          | Avocat Député du Rhône (1914-1928) Député de la Drôme (1929-1942) Sénateur (1959-1968) Ministre (1936-1938) Président du Conseil général (1945-1951) |
| 1951    | 1958                      | Maurice-René Simonnet         | MRP           | Journaliste Député (1946-1962) Secrétaire d'État (1957-1958) Elu en 1964 dans le Canton de La Chapelle-en-Vercors                                    |
| 1958    | 1976                      | Auguste Delaye                | SFIO puis DVG | Médecin - Maire de Saint-Vallier (1947-1971) Député-suppléant de Georges Fillioud (1967-1968)                                                        |
| 1976    | 1993 (décès)              | Lucien Steinberg              | PS            | Médecin Maire de Saint-Rambert-d'Albon (1957-1993)                                                                                                   |
| 1993    | 2001                      | Jean-Michel Culty             | UDF-PR        | Pharmacien Maire de Saint-Uze |
| 2001    | 2015                      | Alain Genthon                 | DVG puis PS   | Professeur des écoles Maire d'Anneyron (2008-2018) Vice-président du Conseil général                                                                 |

### Représentation après 2015
| Période élective | Période élective | Mandat | Mandat   | Identité        | Nuance | Nuance | Qualité |
| ---------------- | ---------------- | ------ | -------- | --------------- | ------ | ------ | --- |
| 2015             | 2021             | 2015   | 2021     | Patricia Boidin |        | PS     | Première adjointe, puis maire (2018) d'Anneyron |
| 2015             | 2021             | 2015   | 2021     | Pierre Jouvet   |        | PS     | Ancien chef de cabinet de Didier Guillaume Premier adjoint au maire de Saint-Vallier (maire depuis 2020) Président de la Communauté de communes Porte de DrômArdèche |
| 2021             | 2028             | 2021   | en cours | Patricia Boidin |        | PS     | Maire (2018) d'Anneyron |
| 2021             | 2028             | 2021   | en cours | Pierre Jouvet   |        | PS     | Député européen, maire de Saint-Vallier (2020-2024) |

### Résultats détaillés

#### Élections de mars 2015
À l'issue du 1er tour des élections départementales de 2015, deux binômes sont en ballottage : Patricia Boidin et Pierre Jouvet  (PS, 42,03 %) et Benjamin Delas et Annie Martineau (FN, 29,81 %). Le taux de participation est de 54,05 % (9 355 votants sur 17 308 inscrits) contre 53,14 % au niveau départemental et 50,17 % au niveau national.
Au second tour, Patricia Boidin et Pierre Jouvet (PS) sont élus avec 62,5% des suffrages exprimés et un taux de participation de 55,20 % (5 419 voix pour 9 555 votants et 17 309 inscrits).

#### Élections de juin 2021
Le premier tour des élections départementales de 2021 est marqué par un très faible taux de participation (33,26 % au niveau national). Dans le canton de Saint-Vallier (Drôme), ce taux de participation est de 34,44 % (6 170 votants sur 17 917 inscrits) contre 34,1 % au niveau départemental. À l'issue de ce premier tour, deux binômes sont en ballottage : Patricia Boidin et Pierre Jouvet (PS, 54,55 %) et Christiane Cuomo et Hubert Fontaine (RN, 16,13 %).
Le second tour des élections est marqué une nouvelle fois par une abstention massive équivalente au premier tour. Les taux de participation sont de 34,3 % au niveau national, 34,41 % dans le département et 35,94 % dans le canton de Saint-Vallier (Drôme). Patricia Boidin et Pierre Jouvet (PS) sont élus avec 75,87 % des suffrages exprimés (4 556 voix pour 6 440 votants et 17 921 inscrits),,.

## Composition

### Composition avant 2015
| Nom                       | Code Insee | Codepostal | Superficie (km2) | Population (dernière pop. légale) | Densité (hab./km2) |
| ------------------------- | ---------- | ---------- | ---------------- | --------------------------------- | ------------------ |
| Saint-Vallier (chef-lieu) | 26333      | 26240      | 5,42             | 3 990 (2012)                      | 736                |
| Albon                     | 26002      | 26140      | 25,62            | 1 732 (2012)                      | 68                 |
| Andancette                | 26009      | 26140      | 5,98             | 1 306 (2012)                      | 218                |
| Anneyron                  | 26010      | 26140      | 36,23            | 3 863 (2012)                      | 107                |
| Beausemblant              | 26041      | 26240      | 11,67            | 1 349 (2012)                      | 116                |
| Châteauneuf-de-Galaure    | 26083      | 26330      | 18,08            | 1 719 (2012)                      | 95                 |
| Claveyson                 | 26094      | 26240      | 16,13            | 885 (2012)                        | 55                 |
| Fay-le-Clos               | 26133      | 26240      | 4,56             | 163 (2012)                        | 36                 |
| La Motte-de-Galaure       | 26216      | 26240      | 7,73             | 776 (2012)                        | 100                |
| Laveyron                  | 26160      | 26240      | 5,32             | 1 001 (2012)                      | 188                |
| Mureils                   | 26219      | 26240      | 5,45             | 426 (2012)                        | 78                 |
| Ponsas                    | 26247      | 26240      | 2,71             | 519 (2012)                        | 192                |
| Ratières                  | 26259      | 26330      | 9,01             | 268 (2012)                        | 30                 |
| Saint-Avit                | 26293      | 26330      | 8,94             | 298 (2012)                        | 33                 |

Localisation du canton de Saint-Vallier dans le département de la Drôme, avant 2015.

| Saint-Barthélemy-de-Vals  | 26295      | 26240      | 20,27            | 1 904 (2012)                      | 94                 |
| Saint-Martin-d'Août       | 26314      | 26330      | 7,67             | 398 (2012)                        | 52                 |
| Saint-Rambert-d'Albon     | 26325      | 26140      | 13,41            | 6 056 (2012)                      | 452                |
| Saint-Uze                 | 26332      | 26240      | 10,10            | 1 977 (2012)                      | 196                |

### Composition depuis 2015
Le nouveau canton de Saint-Vallier comprenait quatorze communes entières à sa création.
À la suite de la création de la commune nouvelle de Saint-Jean-de-Galaure au 1er janvier 2022, le canton compte désormais treize communes.
| Nom                                   | Code Insee | Intercommunalité        | Superficie (km2) | Population (dernière pop. légale) | Densité (hab./km2) | Modifier                                    |
| ------------------------------------- | ---------- | ----------------------- | ---------------- | --------------------------------- | ------------------ | ------------------------------------------- |
| Saint-Vallier (bureau centralisateur) | 26333      | CC Porte de DrômArdèche | 5,42             | 4 083 (2022)                      | 753                | modifier les données · modifier les données |
| Albon                                 | 26002      | CC Porte de DrômArdèche | 25,62            | 1 935 (2022)                      | 76                 | modifier les données · modifier les données |
| Andancette                            | 26009      | CC Porte de DrômArdèche | 5,98             | 1 308 (2022)                      | 219                | modifier les données · modifier les données |
| Anneyron                              | 26010      | CC Porte de DrômArdèche | 36,23            | 4 152 (2022)                      | 115                | modifier les données · modifier les données |
| Beausemblant                          | 26041      | CC Porte de DrômArdèche | 11,67            | 1 453 (2022)                      | 125                | modifier les données · modifier les données |
| Claveyson                             | 26094      | CC Porte de DrômArdèche | 16,13            | 926 (2022)                        | 57                 | modifier les données · modifier les données |
| Fay-le-Clos                           | 26133      | CC Porte de DrômArdèche | 4,56             | 180 (2022)                        | 39                 | modifier les données · modifier les données |
| Laveyron                              | 26160      | CC Porte de DrômArdèche | 5,32             | 1 253 (2022)                      | 236                | modifier les données · modifier les données |
| Ponsas                                | 26247      | CC Porte de DrômArdèche | 2,71             | 527 (2022)                        | 194                | modifier les données · modifier les données |
| Saint-Barthélemy-de-Vals              | 26295      | CC Porte de DrômArdèche | 20,27            | 1 852 (2022)                      | 91                 | modifier les données · modifier les données |
| Saint-Jean-de-Galaure                 | 26216      | CC Porte de DrômArdèche | 13,18            | 1 258 (2022)                      | 95                 | modifier les données · modifier les données |
| Saint-Rambert-d'Albon                 | 26325      | CC Porte de DrômArdèche | 13,41            | 6 947 (2022)                      | 518                | modifier les données · modifier les données |
| Saint-Uze                             | 26332      | CC Porte de DrômArdèche | 10,10            | 2 129 (2022)                      | 211                | modifier les données · modifier les données |
| Canton de Saint-Vallier               | 2612       |                         | 170,60           | 28 003 (2022)                     | 164                | modifier les données                        |

## Démographie

### Démographie avant 2015
| 1962   | 1968   | 1975   | 1982   | 1990   | 1999   | 2006   | 2011   | 2012   |
| ------ | ------ | ------ | ------ | ------ | ------ | ------ | ------ | ------ |
| 20 451 | 21 879 | 22 742 | 22 294 | 23 055 | 23 829 | 26 210 | 28 426 | 28 630 |

### Démographie depuis 2015
En 2022, le canton comptait 28 003 habitants, en évolution de +4,17 % par rapport à 2016 (Drôme : +2,64 %, France hors Mayotte : +2,11 %).
| 2013   | 2018   | 2022   |
| ------ | ------ | ------ |
| 26 281 | 27 330 | 28 003 |